# Kunzyt

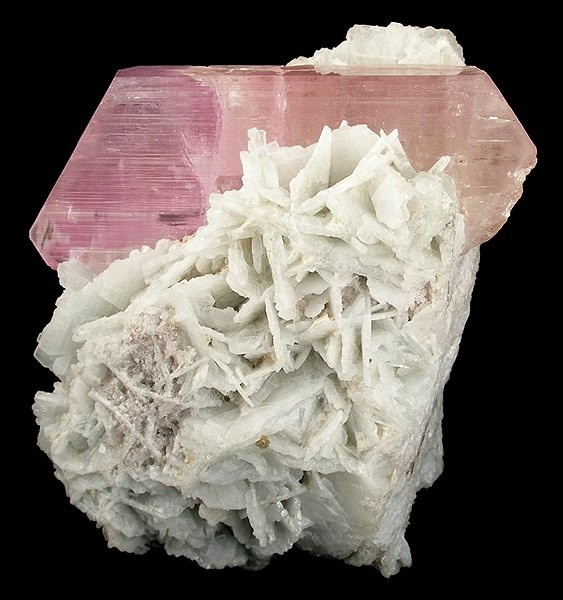
Kryształ kunzytu (różowy)

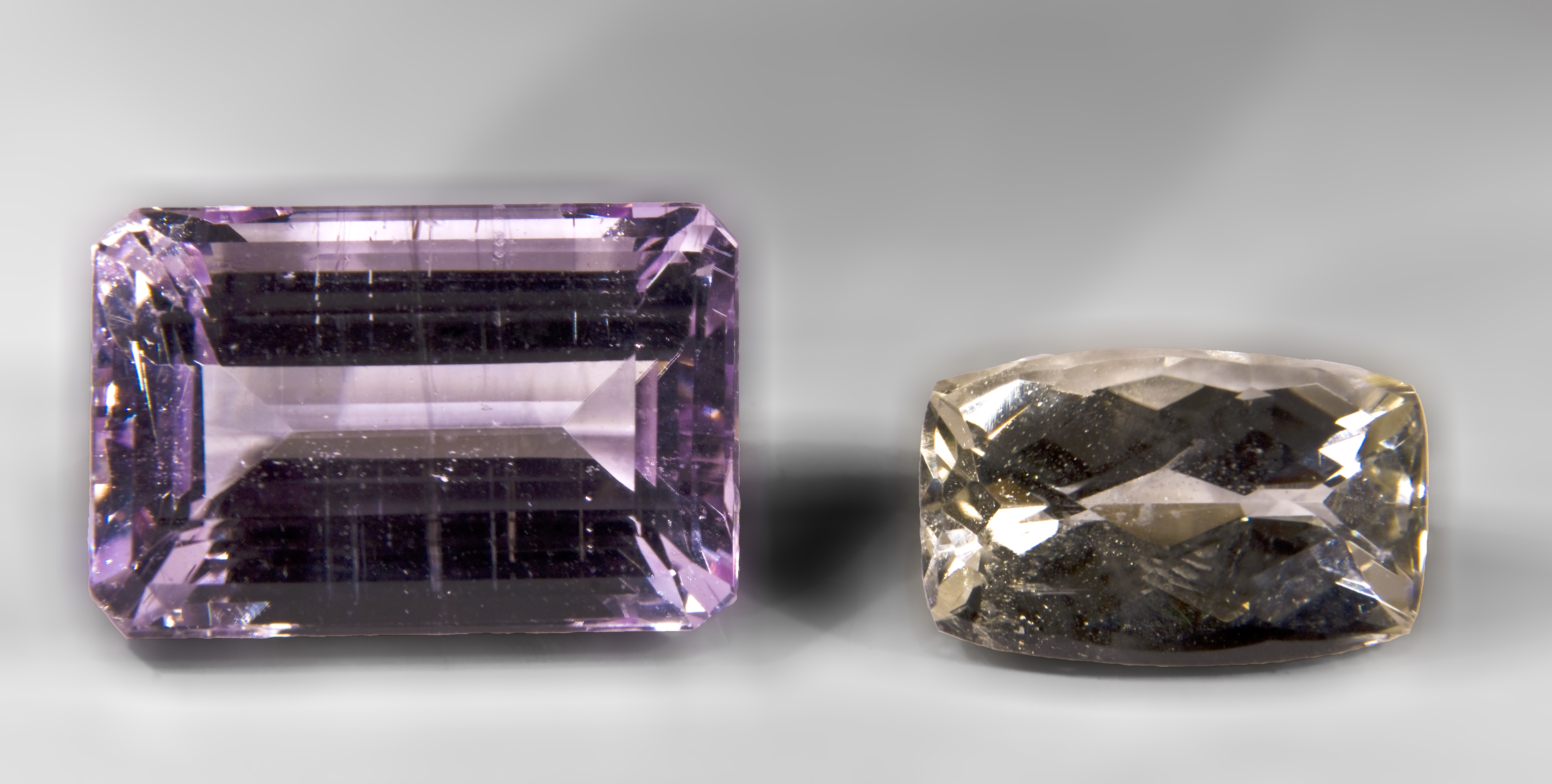
Oszlifowany kunzyt (z lewej)

Kunzyt (kuncyt, kunzit) – wysoko ceniona odmiana jubilerska spodumenu. Znana od 1902 roku. Nazwa pochodzi od amerykańskiego mineraloga G.F. Kunza, który odkrył ten minerał. Minerał ma zabarwienie przeważnie różowe, lub fioletowo-różowe wywołane obecnością manganu.

## Właściwości
Krystalizuje w układzie jednoskośnym. Wykształca kryształy o pokroju tabularnym i pryzmatycznym. Jest minerałem kruchym i przezroczystym. Wykazuje trichroizm: bezbarwny, różowy i fioletowy.

## Występowanie
Miejsca występowania: Brazylia – Minas Gerais (okazy przekraczają 50 cm, a masa dochodzi do 7,5 kg), Afganistan – prowincja Nuristan i Kunar, USA – Kalifornia, Madagaskar, Chiny, Rosja – Ural, Zabajkale, Finlandia, Sri Lanka – kamienie wykazują efekt kociego oka. Towarzyszą mu najczęściej kwarc, elbait, albit, turmalin, cleavelandyt, morganit i kwarc dymny.

## Zastosowanie
Bardzo poszukiwany i atrakcyjny kamień kolekcjonerski i jubilerski o pięknych, ciepłych barwach. Często stosowany do wyrobu biżuterii choć podatny jest na uszkodzenia mechaniczne. W Smithsonian Institution w Waszyngtonie są różowe kunzyty o masie 880 ct i 177 ct, okaz fioletowy o masie 336 ct. W Denver Museum w Kolorado różowofioletowy kunzyt o masie 297 ct.